# Triaxonia
Triaxonia este un ordin de spongieri care cuprinde forme de spongieri silicioși, cu spiculi formți din trei axe transparente, legate prin lungi baghete silicioase. Sunt așa-numiții "spongieri de sticlă". 

## Reprezentanți
Calyx nicaensis - spongier silicios în formă de cupă, fixat printr-un peduncul scurt. Trăiește în Oc. Pacific. 
Hyalonema sieboldi - 30-40 cm. spongier silicios, în formă de cupă, fixat printr-un mănunchi de fibre silicioase, dispuse în formă de coadă de cal. Se înâlnește în Oc. Pacific, în apropierea Japoniei.
Euplectella aspergillum (coșulețul Venerei) - 40-50 cm. Spongier silicios în formă de tub, fixat de fundul mării prin fibre scurte de silice. Are schelet silicios, format din fibre lungi și spiculi foarte fini, împletiți într-o rețea.